# Cynthia dallasi
Cynthia dallasi är en fjärilsart som beskrevs av Köhler 1945. Cynthia dallasi ingår i släktet Cynthia och familjen praktfjärilar. Inga underarter finns listade i Catalogue of Life.